# Scott MacKenzie
Scott MacKenzie (* 21. Juli 1980) ist ein ehemaliger schottischer Snookerspieler, der zwischen 2000 und 2012 mit Unterbrechungen insgesamt acht Spielzeiten Profispieler war. In dieser Zeit erreichte er das Achtelfinale der China Open 2006 und Rang 59 der Snookerweltrangliste.

## Karriere
Der aus Erskine kommende MacKenzie machte erstmals auf sich aufmerksam, als er Anfang und Mitte der 1990er bei einigen schottische Juniorenturniere sehr gute Ergebnisse erzielte. Dort unterlag er dem aufstrebenden Juniorenspieler Stephen Maguire. 1998 schaffte es der junge Schotte ins Achtelfinale der Europameisterschaft 1998, zwei Jahre später verlor er im Finale der Pontins Spring Open gegen Ian Preece. Zudem nahm er seit 1997 an der UK Tour teil. Seine Ergebnisse im Rahmen der UK Tour 1999/2000 reichten aus, um Platz 6 der Endwertung zu belegen. Damit konnte der Schotte im Jahr 2000 Profispieler werden. Seine Ergebnisse in der Debütsaison reichten aber nur für Platz 138 der Weltrangliste, sodass MacKenzie nach nur zwölf Monaten seinen Profistatus wieder abgeben musste. Danach stand er im Viertelfinale der U21-Amateurweltmeisterschaft 2001 und im Finale der Pontins Spring Open 2002. Entscheidend waren aber seine guten Ergebnisse auf der Challenge Tour, dem Nachfolger der UK Tour. In der Endjahreswertung der Challenge Tour 2002/03 belegte er einen guten Rang 7. So konnte er 2003 einen zweiten Anlauf auf der Profitour starten.
MacKenzies Ergebnisse in den beiden ersten Spielzeiten waren zwar merklich besser als beim ersten Mal, reichten aber nicht für die Top 64 der Weltrangliste aus. Damit kämpfte der Schotte stets um den Erhalt des Profistatus. So musste ihn 2005 die Ein-Jahres-Weltrangliste retten. Mehr Erfolg hatte er bei diversen Pontins-Amateurevents, wo er regelmäßig ein Halbfinale erreichte, wenngleich es für ein Endspiel nie reichte. Auf der Profitour verbesserten sich nach 2005 MacKenzies Ergebnisse ein wenig. Insbesondere eine Achtelfinalteilnahme bei den China Open 2006 sorgte dafür, dass MacKenzie knapp in den Top 64 geführt wurde. Als er nach einer maueren Saison 2007/08 aus diesen wieder herausrutschte, leistete ihm erneut die Ein-Jahres-Weltrangliste Schützenhilfe. Als aber die Saison 2008/09 eine Fortsetzung des negativen Trends brachte reichte auch nicht mehr die Ein-Jahres-Weltrangliste: MacKenzie wurde erneut zum Amateur deklassiert.
Nach einem Jahr Pause wurde MacKenzie zu zwei professionellen Turnieren eingeladen. Sowohl bei der 6-Red World Championship 2010 als auch bei der Scottish Professional Championship 2011 konnte er recht gute Ergebnisse erzielen. Noch besser verliefen seine Teilnahmen an Events der schottischen Amateurtour. Reichte es bei der schottischen Meisterschaft bereits für das Viertelfinale, so wurde er am Saisonende für seine Leistungen mit der Nominierung des schottischen Verbandes für die Profitour bedacht. Aus diesem Grund konnte MacKenzie in der Saison 2011/12 wieder auf der Profitour spielen. Trotz einiger guter Ergebnisse – vornehmlich bei Events der Players Tour Championship, aber auch bei den Australian Goldfields Open – belegte er am Saisonende nur Platz 90, weshalb er seinen Profistatus wieder verlor. Danach beendete er jegliche Ambitionen in Hinsicht auf das Profisnooker.

## Erfolge
| Ausgang         | Jahr | Turnier                     | Finalgegner      | Ergebnis |
| --------------- | ---- | --------------------------- | ---------------- | -------- |
| Amateurturniere |      |                             |                  |          |
| Zweiter         | 2000 | UK Tour 1999/2000 – Event 2 | Andrew Higginson | 3:6      |
| Zweiter         | 2000 | Pontins Spring Open         | Ian Preence      | 4:7      |
| Zweiter         | 2002 | Pontins Spring Open         | Paul Sweeny      | 3:4      |